# Cheiracanthium ligawsolanum
Cheiracanthium ligawsolanum là một loài nhện trong họ Miturgidae.
Loài này thuộc chi Cheiracanthium. Cheiracanthium ligawsolanum được Alberto Barrion & James A. Litsinger miêu tả năm 1995.